# Inversión (geometría)

Elementos de la correspondencia entre puntos del plano mediante una inversión

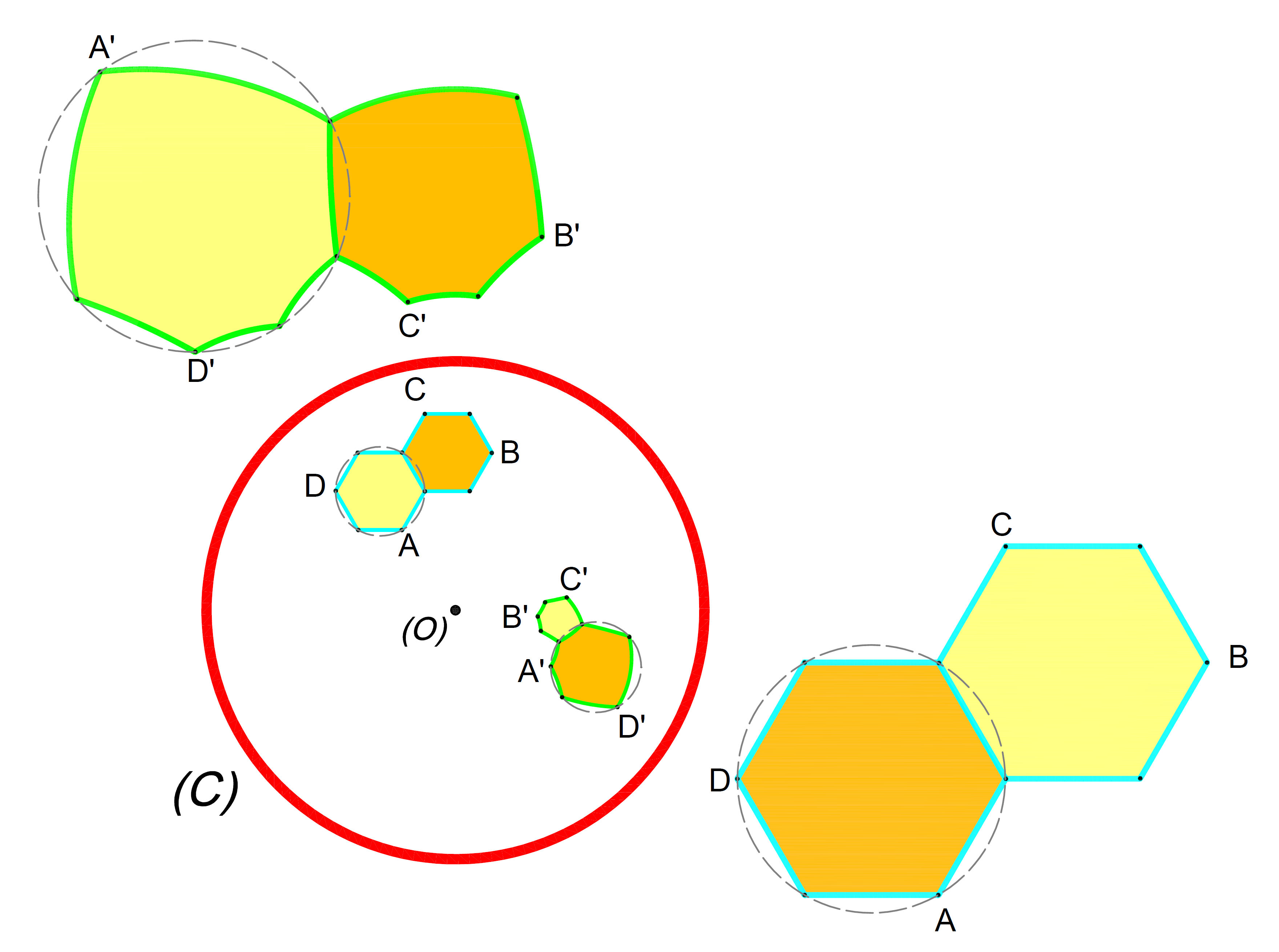
Inversión de dos parejas de hexágonos (una dentro de la circunferencia C, y la otra fuera; en los que se han marcado los vértices A, B, C y D), que generan los polígonos cuyos lados son arcos de circunferencia (en los que se han marcado los vértices correspondientes A', B', C' y D'). Se puede observar que las circunferencias circunscritas en las que se inscriben los vértices, siguen siendo circunferencias una vez invertidas

En geometría se denomina inversión a una aplicación que establece una correspondencia biunívoca entre los puntos del exterior y los puntos del interior de una circunferencia dada en un plano, de forma que:
| Se dice que dos puntos {\displaystyle P} y {\displaystyle P'} guardan una relación de inversión con respecto a la circunferencia {\displaystyle (C)} de centro {\displaystyle O} y radio {\displaystyle R}, cuando se cumple que: 1. Los puntos {\displaystyle P'} y {\displaystyle P} están sobre una misma semirrecta con origen en {\displaystyle O} 2. Sus distancias cumplen la igualdad: {\displaystyle R^{2}=\|{\overline {OP}}\|\cdot \|{\overline {OP'}}\|} |

También puede explicarse como, dados un punto fijo O de un plano un número real k distinto de cero, se entiende por inversión de centro el punto O y potencia k a la transformación geométrica que a cada punto P del plano se le hace corresponder otro P' del mismo, alineado con P tal que se cumple que OPxOP'=k. 
Este procedimiento, cuando se aplica a distintas clases de líneas (como rectas, circunferencias o a diversos tipos de curvas algebraicas), permite generar imágenes inversas de estas líneas con propiedades geométricas reseñables. 

## Determinación del punto P' inversión de P

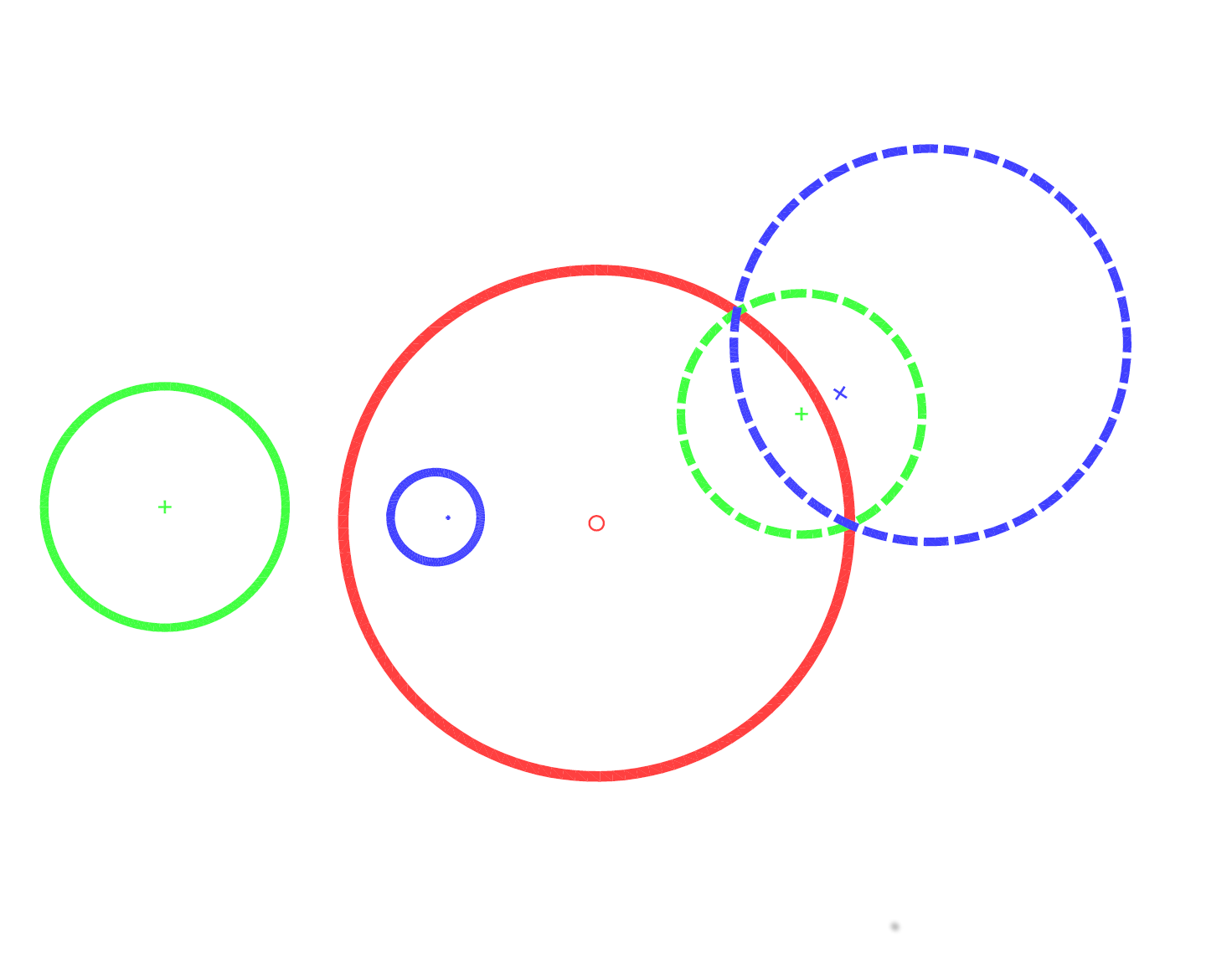
Inversión de dos circunferencias (color verde), cuyas imágenes respecto a la circunferencia roja son las circunferencias azules. Se puede observar que las imágenes de los centros, no coinciden con los centros de las circunferencias imagen

Demostración gráfica de que la imagen del centro de una circunferencia, no coincide con el centro de la circunferencia imagen

Para determinar el punto {\displaystyle P'}, inversión del punto {\displaystyle P} respecto a la circunferencia {\displaystyle (C)} de centro {\displaystyle O} y radio {\displaystyle R}, basta localizar el punto imagen buscado en la semirrecta {\displaystyle [OP}, con la condición de que:
{\displaystyle |{\overline {OP'}}|={\frac {R^{2}}{|{\overline {OP}}|}}}
Casos especiales:
- El punto {\displaystyle P} no puede coincidir con el punto central {\displaystyle M}. Este problema se puede evitar introduciendo la condición adicional de que en este caso, el punto asociado es el propio centro del círculo de inversión {\displaystyle O}.
- Los puntos del contorno de la circunferencia ({\displaystyle |{\overline {OP}}|=R}) guardan relación de inversión consigo mismos.

A menudo, es más importante la posición de {\displaystyle O} que el valor del radio {\displaystyle R} elegido, de modo que con carácter general se puede dibujar una circunferencia con radio arbitrario (por ejemplo {\displaystyle R=1}).

## Determinación analítica

### En el plano real
En un espacio euclideo bidimensional (plano), el cálculo de la inversión {\displaystyle P'} de un punto {\displaystyle P} respecto a una circunferencia dada se determina de la forma siguiente: 
En coordenadas cartesianas:
Dado un sistema de coordenadas cartesianas {\displaystyle (x,y)} con origen coincidente con el centro {\displaystyle O} de la circunferencia {\displaystyle (C)} de radio {\displaystyle R} de ecuación {\displaystyle x^{2}+y^{2}=R^{2}}, la inversión toma la forma:
- {\displaystyle (x,y)\rightarrow {\frac {R^{2}\cdot (x,y)}{x^{2}+y^{2}}}}

Si se toma {\displaystyle R=1}, la expresión queda reducida a:
- {\displaystyle (x,y)\rightarrow {\frac {(x,y)}{x^{2}+y^{2}}}}

En coordenadas polares:
Dado un sistema de coordenadas polares {\displaystyle (r,\varphi )} también con origen coincidente con el centro {\displaystyle O} de la circunferencia {\displaystyle (C)} de radio {\displaystyle R}, la relación de inversión toma una forma especialmente simple:
- {\displaystyle (r,\varphi )\rightarrow \left({\frac {R^{2}}{r}},\varphi \right)}

Si se hace que {\displaystyle R=1}, entonces.
- {\displaystyle (r,\varphi )\rightarrow \left({\frac {1}{r}},\varphi \right)}

Esta última forma justifica el término inversión utilizado para denominar a esta relación entre puntos con respecto a una circunferencia de radio 1. 

### En el plano complejo
En el plano complejo se define la aplicación de inversión generalizada con respecto a un círculo unitario. En términos de números complejos, la transformación se caracteriza por la aplicación siguiente:
{\displaystyle z\mapsto {\frac {1}{\overline {z}}}={\frac {z}{|z|^{2}}}}
siendo {\displaystyle z} un número complejo y {\displaystyle {\overline {z}}} el conjugado asociado al número complejo. 
Se puede ver que esta inversión está compuesta por una conjugación compleja y por una homografía.
En realidad se trata de un resultado general: dado un círculo de inversión, se eligen tres puntos {\displaystyle z_{1},z_{2},z_{3}} en este círculo, y se define una única homografía {\displaystyle f} que transforma {\displaystyle z_{1},z_{2},z_{3}} respectivamente en {\displaystyle 0,1,\infty }. A continuación se verifica que la aplicación {\displaystyle f^{-1}\circ c\circ f}, donde {\displaystyle c} denota la conjugación compleja, es precisamente la inversión buscada, y su expresión se compone de una homografía y los resultados de la conjugación compleja de la expresión de {\displaystyle f} y {\displaystyle f^{-1}} como homografía.
Esta función enlaza con el grupo circular, que es el conjunto de transformaciones, definido de hecho en la recta proyectiva compleja, que transforma rectas y circunferencias en rectas y circunferencias. Al identificar la recta proyectiva compleja con la esfera de Riemann, esta propiedad de conservación se expresa de manera más simple: las circunferencias dibujadas en esta esfera se conservan. Está claro que las inversiones pertenecen al grupo circular; y es relativamente simple demostrar lo mismo para las homografías, lo que permite comprobar que el grupo circular es generado por inversiones y homografías.

### En el espacio tridimensional
Si {\displaystyle O} es el origen en un sistema de coordenadas cartesiano tridimensional, entonces se puede determinar la inversión en la esfera {\displaystyle x^{2}+y^{2}+z^{2}=R^{2}} mediante la expresión:
- {\displaystyle (x,y,z)\mapsto {\frac {R^{2}\cdot (x,y,z)}{x^{2}+y^{2}+z^{2}}}}

## Construcciones gráficas

### Con regla y compás

#### Mediante tangentes
- Si el punto {\displaystyle P} está en la circunferencia dada (es decir, {\displaystyle |{\overline {OP}}|=R}), entonces {\displaystyle P'} es igual a {\displaystyle P}.

- Si el punto {\displaystyle P} se encuentra dentro de la circunferencia (Figura 1), se dibujan la semirrecta {\displaystyle [OP} y la cuerda perpendicular a la semirrecta que pasa por {\displaystyle P}. Las dos tangentes a la circunferencia en los puntos extremos de la cuerda, se cortan en {\displaystyle P'}.

- Si el punto {\displaystyle P} está fuera de la circunferencia, se dibujan las dos tangentes a la circunferencia desde {\displaystyle P} utilizando el teorema de Tales. El corte del segmento que une los dos puntos de tangencia con la semirrecta {\displaystyle [OP} determina el punto buscado {\displaystyle P'}.

#### Construcción de Dutta
Existe una construcción del punto inverso de A con respecto a un círculo P que es independiente de si A está dentro o fuera de P.
Considérese un círculo P con centro O y un punto A que puede estar dentro o fuera del círculo P.
- Tomar el punto de intersección C del rayo OA con el círculo P.
- Conectar el punto C con un punto arbitrario B en el círculo P (diferente de C)
- Sea h el reflejo del rayo BA en la línea BC. Entonces, h corta el rayo OC en un punto A', que es el punto inverso de A con respecto al círculo P.[3]: § 3.2

### Solo con compás

Figura 2: El punto original se refleja en el círculo de inversión (rojo) solo con la ayuda de un círculo, lo que da como resultado el punto

Punto P exterior a la circunferencia de inversión:
Si el punto {\displaystyle P} se encuentra fuera de la circunferencia de inversión (Figura 2), se dibuja una circunferencia con centro en {\displaystyle P} que pase por {\displaystyle O}, centro de la circunferencia de inversión. Esta circunferencia corta a la circunferencia de inversión en dos puntos. Otras dos circunferencias con centro en los dos puntos anteriores y que pasen por {\displaystyle O}, se cortan en el punto buscado {\displaystyle P'}.
Punto P perteneciente a la circunferencia de inversión:
Si {\displaystyle P} pertenece a la circunferencia de inversión, entonces no es necesaria ninguna construcción, dado que {\displaystyle P'=P}.
Punto P interior a la circunferencia de inversión:
Si {\displaystyle P} está en el interior de la circunferencia de inversión, entonces es habitual dividir sus posibles ubicaciones en tres casos (Figura 3-5), lo que permite una simplificación significativa del número de las construcciones gráficas necesarias. En función de la distancia del punto {\displaystyle P} al centro {\displaystyle O} de la circunferencia de inversión, los posibles métodos de construcción son:
1. CASO 1:  La distancia desde el punto {\displaystyle P} a {\displaystyle O} (Figura 3) es mayor que la mitad del radio de la circunferencia de inversión (rojo), es decir, {\displaystyle |{\overline {MP}}|>{\frac {1}{2}}R.}

La construcción es la misma que la descrita para el caso de que el punto {\displaystyle P} se encuentre fuera de la circunferencia de inversión (rojo).
1. CASO 2: La distancia del punto {\displaystyle P} a {\displaystyle O} (Figura 4) es igual a la mitad del radio de la circunferencia de inversión (rojo), es decir, {\displaystyle |{\overline {OP}}|={\frac {1}{2}}R}.

Primero se dibuja una circunferencia con centro en {\displaystyle P} y radio {\displaystyle |{\overline {OP}}|} (azul). Llevando su radio tres veces sobre su perímetro desde {\displaystyle O}, se determina su diámetro opuesto {\displaystyle |{\overline {OC}}|}. A continuación, se traza una circunferencia con centro en {\displaystyle C} y de radio {\displaystyle |{\overline {OC}}|} (verde). Finalmente, llevando dos veces este radio sobre su perímetro desde el punto recién creado {\displaystyle D} (intersección de las circunferencias roja y verde), se obtiene el punto buscado {\displaystyle P'}.
1. CASO 3: La distancia desde el punto {\displaystyle P} hasta {\displaystyle O} (Figura 5) es menor que la mitad, pero mayor que un octavo del radio de la circunferencia de inversión (rojo), es decir, {\displaystyle {\frac {1}{8}}R<|{\overline {OP}}|<{\frac {1}{2}}R}.

Figura 5: La distancia del punto a es menor que la mitad, pero mayor que un octavo del radio de la circunferencia de inversión (rojo),

En la Figura 5 adyacente, el círculo pequeño (rosa) ilustra una octava parte del radio de la circunferencia de inversión. Este círculo rosa no interviene en la construcción.
En primer lugar, se traza una circunferencia con centro en {\displaystyle P} y con radio {\displaystyle |{\overline {OP}}|} (azul), y se determinada su diámetro {\displaystyle |{\overline {OC}}|} llevando tres veces su radio sobre su perímetro desde  {\displaystyle O}. Se traza un arco circular con centro en {\displaystyle C} y radio {\displaystyle |{\overline {OC}}|}, y de forma análoga al caso anterior, se genera el diámetro {\displaystyle |{\overline {OF}}|}. A continuación se traza otro arco, con centro en {\displaystyle F} y radio {\displaystyle |{\overline {OF}}|}, que corta a la circunferencia de inversión en {\displaystyle G} y {\displaystyle H}. Ahora se trazan dos arcos con centro en {\displaystyle G} y {\displaystyle H} y con radio {\displaystyle |{\overline {OG}}|}(igual a {\displaystyle |{\overline {OH}}|}), que se cortan en {\displaystyle I}. Desde {\displaystyle I} se traza otro arco circular con radio {\displaystyle |{\overline {OI}}|}, sobre el que se genera el diámetro {\displaystyle |{\overline {OL}}|}. A continuación, se dibuja la última circunferencia con centro en {\displaystyle L} y radio {\displaystyle {\overline {OL}}} (verde). Por último, llevando tres veces su radio sobre su perímetro desde el punto {\displaystyle O}, se obtiene el punto buscado {\displaystyle P'}.
- PROCEDIMIENTO GENERAL para cuando {\displaystyle P} está dentro de la circunferencia de inversión:

El procedimiento consiste en reducir sucesivamente a la mitad el radio de la circunferencia de inversión, hasta que se obtuviera una nueva circunferencia que no contenga al punto {\displaystyle P} (esta construcción es posible utilizando un compás simplemente). A continuación se construye el punto {\displaystyle P''} como se ha descrito anteriormente (Figura 2), realizando la inversión respecto a la nueva circunferencia. Por último, se duplica la distancia {\displaystyle |{\overline {OP''}}|} el doble de veces que se haya reducido el radio a la mitad (por ejemplo, si se ha hecho una reducción tomando {\displaystyle R/2}, se tienen que hacer dos duplicaciones: con la primera se pasa al doble de {\displaystyle |{\overline {OP''}}|}, y con la segunda, al cuádruple, por lo que {\displaystyle |{\overline {OP'}}|=4\cdot |{\overline {OP''}}|}; y por ejemplo, si se han hecho dos reducciones tomando {\displaystyle R/4}, entonces se tienen que hacer cuatro duplicaciones, por lo que {\displaystyle |{\overline {OP'}}|=16\cdot |{\overline {OP''}}|}. El punto {\displaystyle P'} (obtenido a partir de {\displaystyle P''}) es el punto buscado. De nuevo, es posible realizar la construcción utilizando simplemente un compás.
Debido a la complejidad de este proceso, no es una construcción práctica, pero proporciona una manera de probar el teorema de Mohr-Mascheroni, que establece que es posible realizar todas las construcciones con regla y compás utilizando exclusivamente un compás.

### Solo con regla

Construcción solo con regla del punto A' inverso de un punto A con respecto a una circunferencia (c), cuando:
(1) A está dentro de (c)
(2) A está fuera de (c)

Valiéndose de las propiedades de un cuadrilátero completo y de la condición de cuaterna armónica existente en una inversión (entre cada punto A; su inverso A'; y los dos puntos diametralmente opuestos (D y E) de la circunferencia de inversión (c) que forman parte de la recta AA'); es posible realizar construcciones utilizando exclusivamente una regla para determinar el inverso de un punto dado.
En función de si el punto A se encuentra dentro o fuera de la circunferencia, se tienen dos construcciones distintas, que se muestran en la figura de la derecha:
- (1) Punto A en el interior de la circunferencia (c):
  - Tomar un punto arbitrario 1, y unirlo con los puntos D, A y E (segmentos grises)
  - Tomar un segundo punto arbitrario 2 sobre el segmento D-1, y unirlo con el punto E
  - El segmento E-2 (verde) corta al segmento A-1 en el punto 3
  - Ahora, se conecta el punto D con el punto 3 y se prolonga el segmento D-3 (verde) hasta cortar a E-1 en el punto 4
  - Y finalmente, conectar el punto 2 y el punto 4, y prolongar el segmento 2-4 (azul) hasta cortar la recta D-E para obtener el punto buscado A'
  - (NOTA: la construcción también puede hacerse eligiendo de forma arbitraria el punto 3 sobre A-1. para trazar las diagonales D-4 y E-2 pasando por 3)

- (2) Punto A en el exterior de la circunferencia (c):
  - Tomar un punto arbitrario 1, y unirlo con los puntos D, y E (segmentos grises)
  - Tomar un segundo punto arbitrario 2 sobre el segmento D-1, y unirlo con el punto A
  - El segmento A-2 (gris) corta al segmento E-1 en el punto 3
  - Ahora, se conecta el punto E con el punto 2 y el D con el 3, de forma que los segmentos E-2 y D-3 (verdes) se cortan en el punto 4
  - Y por último, conectar el punto 1 con el punto 4, y prolongar el segmento 1-4 (azul) hasta cortar la recta D-E para obtener el punto buscado A'

Debe notarse que si el punto A coincide con el centro o de la circunferencia (c), entonces los puntos 2 y 4 (del caso 1) se disponen en una recta paralela a la recta D-E, lo que implica que el punto A' es el punto del infinito.

### Mediante dispositivos mecánicos
- Existen dispositivos mecánicos diseñados específicamente para la inversión respecto a una circunferencia, como el mecanismo de Peaucellier-Lipkin.

## Propiedades geométricas
- La función hace corresponder los puntos del interior y del exterior de la circunferencia de inversión, mientras que los puntos de la propia circunferencia son puntos fijos.
- La aplicación de la inversión dos veces sucesivas reproduce la situación inicial. Por lo tanto, la inversión es una involución.
- La inversión es una transformación conforme, es decir, preserva localmente los ángulos de incidencia entre líneas. En particular, si dos objetos son tangentes entre sí, sus inversiones también lo son, y si dos objetos se cortan, sus imágenes también lo hacen.
- La inversión, como la reflexión, invierte la orientación de los objetos.
- Las líneas rectas que pasan por el centro de la circunferencia de inversión se transforman en sí mismas.
- Las líneas rectas que no pasan a través del punto central se transforman en circunferencias que pasan a través del centro de la inversión.
- Las circunferencias que pasan por el punto central se transforman en rectas que no pasan por el centro.
- Las circunferencias que no pasan a través del centro de la circunferencia de inversión se transforman también en circunferencias. Sin embargo, la imagen del centro de la circunferencia original no se corresponde con el centro de la circunferencia imagen.
- En particular, aquellas circunferencias que se intersecan ortogonalmente con la circunferencia de inversión, se tiene que sus imágenes coinciden con ellas mismas.
- La inversión no es una relación de congruencia, es decir, no mantiene en la imagen las proporciones del original.

## Inversión de curvas
Una inversión en geometría es una reflexión con respecto a una circunferencia o a una esfera, de forma que a partir de una curva dada, se puede obtener su curva inversa. Son similares a los casos de la reflexión ordinaria sobre una línea recta contenida en un plano o sobre un plano contenido en el espacio y tienen, así, las siguientes propiedades:
a) Hay muchos puntos fijos: los puntos de la circunferencia/esfera donde se produce la reflexión.
b) Se preservan localmente los ángulos de incidencia entre líneas (especialmente, los ángulos rectos).
c) Las reflexiones siempre son involuciones, es decir, devuelven la forma original cuando se aplican sobre la imagen de una inversión previa.
Sin embargo, presentan diferencias significativas:
1) Una inversión generalmente asigna una línea recta a una circunferencia. En consecuencia, no es una aplicación colineal
2) Una inversión no conserva las longitudes.
Las inversiones siempre han jugado un papel importante en la geometría. Las imágenes inversas de cónicas y cuádricas en el espacio son curvas algebraicas de cuarto grado como máximo, con propiedades interesantes (véanse los ejemplos posteriores).
El procedimiento analítico para determinar la ecuación de la inversión de una curva es el siguiente:
De aquí en adelante, por simplicidad, se supone que el círculo de inversión es el círculo unitario. La regla de aplicación es entonces:
- {\displaystyle (x,y)\mapsto (X,Y)={\frac {(x,y)}{x^{2}+y^{2}}}\quad {\text{y}}\quad (X,Y)\mapsto (x,y)={\frac {(X,Y)}{X^{2}+Y^{2}}}\ .}

Si {\displaystyle u\mapsto (x(u),y(u))} es la representación paramétrica de una curva, entonces
{\displaystyle u\mapsto (X(u),Y(u))={\frac {(x(u),y(u))}{x(u)^{2}+y(u)^{2}}}}
es la representación paramétrica de la curva imagen.
Si {\displaystyle f(x,y)=0} es la representación implícita de una curva, entonces
{\displaystyle f\left({\frac {X}{X^{2}+Y^{2}}},{\frac {Y}{X^{2}+Y^{2}}}\right)=0}
es la representación implícita de la curva imagen.

### Recta

Inversión de una circunferencia y de dos líneas rectas

La línea recta con la ecuación {\displaystyle ax+by+c=0} se transforma en la curva con la ecuación {\displaystyle a{\tfrac {X}{X^{2}+Y^{2}}}+b{\tfrac {Y}{X^{2}+Y^{2}}}+c=0} respecto al círculo unitario. Esta ecuación es equivalente a
{\displaystyle aX+bY+c(X^{2}+Y^{2})=0}
que en el caso {\displaystyle c=0} describe la línea recta original, y en el caso {\displaystyle c\neq 0} es una circunferencia a través del origen con la ecuación
{\displaystyle \left(X+{\frac {a}{2c}}\right)^{2}+\left(Y+{\frac {b}{2c}}\right)^{2}={\frac {a^{2}+b^{2}}{4c^{2}}}}
En los siguientes ejemplos, en lugar de {\displaystyle X,Y}, por simplicidad, se usan {\displaystyle x,y} (minúsculas) para la curva imagen.

### Circunferencia
La circunferencia con la ecuación {\displaystyle (x-x_{0})^{2}+(y-y_{0})^{2}=r^{2}} se transforma en la curva con la ecuación {\displaystyle ({\tfrac {x}{x^{2}+y^{2}}}-x_{0})^{2}+({\tfrac {y}{x^{2}+y^{2}}}-y_{0})^{2}=r^{2}}, equivalente a
{\displaystyle (x^{2}+y^{2})(x_{0}^{2}+y_{0}^{2}-r^{2})-2xx_{0}-2yy_{0}+1=0}
que describe 

en el caso {\displaystyle x_{0}^{2}+y_{0}^{2}=r^{2}} (la circunferencia inicial pasa por el origen), su imagen es la «línea recta»
{\displaystyle 2xx_{0}+2yy_{0}=1\ .}
Si {\displaystyle x_{0}^{2}+y_{0}^{2}\neq r^{2}}, la ecuación anterior puede ser transformada en
{\displaystyle \left(x-{\frac {x_{0}}{x_{0}^{2}+y_{0}^{2}-r^{2}}}\right)^{2}+\left(y-{\frac {y_{0}}{x_{0}^{2}+y_{0}^{2}-r^{2}}}\right)^{2}={\frac {r^{2}}{(x_{0}^{2}+y_{0}^{2}-r^{2})^{2}}}\ .}
Esta ecuación describe una circunferencia. 

Si {\displaystyle x_{0}=y_{0}=0}, aparece de nuevo una circunferencia con el punto cero como punto central y radio {\displaystyle 1/r\ .}

### Figuras poligonales
Las figuras poligonales, compuestas indistintamente por segmentos de recta o por arcos de circunferencia, se transforman respectivamente en nuevas figuras poligonales cuyos lados son arcos de circunferencia o segmentos rectilíneos si están ligados al origen de la inversión. Como en el caso de los espejos planos, el resultado de invertir dos veces sucesivas (hacia adentro o hacia afuera) la misma figura, implica que se recupera la quiralidad de la forma original. Aunque la relación de inversión es recíproca (en la práctica, la imagen es la inversión de la forma original, tanto como la forma original lo es de su imagen), normalmente se parte de una figura reconocible (a la que aquí se denomina «origen»), sobre la que se aplica la relación de inversión, para generar una nueva figura desconocida (a la que aquí se denomina «imagen»). En general, cuando la figura «origen» se sitúa fuera de la circunferencia de inversión o cerca de su contorno, las «imágenes» experimentan distorsiones más o menos intensas. A medida que la figura origen se acerca al centro de inversión, las distorsiones se magnifican de tal manera que resulta casi imposible intuir las figuras originales a partir de sus imágenes.  
| | |
| La imagen muestra el resultado de dos procesos sucesivos de inversión aplicados sobre un rótulo compuesto por segmentos de líneas rectas: 1.ª INVERSIÓN: Se aplica al rótulo de color verde con respecto a la circunferencia roja, obteniéndose el rótulo cian 2.ª INVERSIÓN: Se aplica al rótulo de color cian con respecto a la circunferencia magenta, obteniéndose el rótulo azul Tras la segunda inversión, la figura recupera su quiralidad original | El rectángulo ABCD es una ampliación del rectángulo abcd. Las imágenes de las dos letras del rótulo "INVERSION" más cercanas al centro de inversión (la "E", color gris, por la izquierda y la "R",color azul claro, por la derecha), son prácticamente irreconocibles |

### Parábola

Distintas inversiones de una parábola (izquierda) y de una hipérbola (derecha)

a) Una parábola {\displaystyle y=x^{2}} tiene la forma paramétrica {\displaystyle (u,u^{2})} que se transforma en la curva
{\displaystyle ({\tfrac {1}{u(1+u^{2})}},{\tfrac {1}{1+u^{2}}})}. La curva implícita {\displaystyle x^{2}-y=0} produce la ecuación {\displaystyle x^{2}-y(x^{2}+y^{2})=0} para la curva imagen, que es la ecuación de una Cisoide de Diocles.
b) La parábola {\displaystyle y=x^{2}-{\tfrac {1}{4}}} se asigna a una cardioide mediante la reflexión circular utilizando la ecuación {\displaystyle (x^{2}+y^{2}+2y)^{2}=4(x^{2}+y^{2})}. La inversión de una parábola produce una cardioide solo si el centro de inversión coincide con el foco de la parábola.
La inversión de una parábola se puede asociar a sus rectas tangentes, que se transforman en una serie de circunferencias que pasan a través del punto origen. En el caso de la cardioide, los centros de estas circunferencias también se encuentran en una circunferencia que pasa a través del origen y tiene radio 1.
Esta propiedad se utiliza para dibujar una cardioide como la envolvente de un conjunto de circunferencias:
1) Selecciónese una circunferencia k y un punto O en ella
2) Dibújense circunferencias a través de O con sus centros en k
3) Dibújese la curva envolvente de estas circunferencias

### Hipérbola
a) Una hipérbola con la ecuación {\displaystyle x^{2}-y^{2}=1} se transforma mediante su reflexión en el círculo unitario, en una lemniscata con la ecuación {\displaystyle (x^{2}+y^{2})^{2}-(x^{2}-y^{2})=0} (véase la imagen).
b) La inversión de la hipérbola {\displaystyle (x-1)^{2}-y^{2}=1} produce el folium de Descartes {\displaystyle x^{2}-2x(x^{2}+y^{2})-y^{2}=0} (véase la imagen).

### Óvalo cartesiano
Dado un óvalo cartesiano de ecuación |PS ± m QS| = |a|, con expresión en coordenadas polares:
{\displaystyle (1-m^{2})\rho ^{2}+2\rho (cm^{2}\cos \theta +a)+(a^{2}-c^{2}m^{2})=0}
entonces el óvalo interior y el óvalo exterior forman una inversión de centro P y de razón {\displaystyle r^{2}={\frac {(a^{2}-m^{2}c^{2})}{(1-m^{2})}}}.
|  |  |  |

## Reflexión circular sobre la esfera numérica de Riemann

Reflexión circular sobre la esfera numérica de Riemann: los puntos O, P, P' corresponden a los puntos o, p, p' (magenta) en la esfera

Considerando la asignación de los números del plano real a los puntos de la esfera de Riemann, entonces
1) El plano real coincide con el plano ecuatorial y
2) El círculo unitario de la inversión se corresponde con la circunferencia ecuatorial
La reflexión en la circunferencia unitaria ecuatorial se proyecta sobre la superficie de la esfera numérica de Riemann por su «reflejo sobre el plano ecuatorial» habitual (véase la imagen). Aquí, el punto {\displaystyle N} se intercambia con el punto {\displaystyle m} y las circunferencias a través de {\displaystyle N} se convierten en circunferencias a través de {\displaystyle m}. Las circunferencias a través de {\displaystyle N=\infty } corresponden a líneas rectas en el modelo plano.

## Inversión sobre una esfera de planos, esferas, rectas y circunferencias
Análogamente a la reflexión con respecto a una circunferencia, se  demuestra matemáticamente que 
- Un plano se convierte en una esfera que pasa por el origen; o en el mismo plano cuando pasa por el origen
- Una esferase convierte en un plano (si pasa por el origen) o en otra esfera

Dado que una línea recta en el espacio puede entenderse como la intersección de dos planos, una línea recta se convierte en la intersección de dos planos, o en la intersección de un plano y una esfera, o en la intersección de dos esferas:
- La imagen de una 'recta' es una línea recta o una circunferencia.

Como una circunferencia puede entenderse como una sección de un plano y una esfera, se transformará en la intersección de un plano y una esfera o en la intersección de dos planos o en la intersección de dos esferas.
- La imagen de una 'circunferencia' es nuevamente una circunferencia o una línea recta.
- Una reflexión esférica conserva los ángulos de incidencia (véase la sección Generalización).

## Ejemplos de inversión de superficies

Cíclido de Dupin como superficie inversa de un cono respecto a una esfera.

Inversión de una esfera (respecto a la esfera roja)

Inversión de un elipsoide (respecto a la esfera roja)

Inversión de un hiperboloide (respecto a la esfera roja)

Las inversiones de superficies proporcionan la capacidad de crear superficies con propiedades predecibles. Dado que las circunferencias y las esferas que no pasan a través del origen (el centro de inversión) se transforman de nuevo en elementos del mismo tipo, se pueden generar superficies complejas por inversión a partir de superficies simples que contienen muchas circunferencias. Por ejemplo, las superficies inversas de los cilindros circulares verticales, de los conos verticales de base circular y de los toroides de revolución son cíclidos de Dupin.
Las representaciones de los parámetros o las representaciones implícitas son análogas al caso de las curvas (véanse párrafos anteriores).

### Esfera con meridianos y paralelos
La superficie más simple para visualizar una inversión es una esfera con circunferencias de longitud y latitud. La imagen de la esfera es de nuevo una esfera, y las circunferencias de longitud y latitud vuelven a ser un sistema de circunferencias que se intersecan ortogonalmente. Sin embargo, las imágenes de los polos norte y sur generalmente ya no se sitúan en los extremos de un diámetro de una esfera (véase la imagen).

### Elipsoide con circunferencias y elipses
En un elipsoide se inscribe un sistema de circunferencias horizontales, que se transforman nuevamente en circunferencias en el ejemplo que se muestra en la imagen. Las elipses verticales del elipsoide se convierten en curvas similares a las mostradas anteriormente en el ejemplo de la inversión circular de una elipse.

### Hiperboloide de una sola hoja con circunferencias e hipérbolas
En un hiperboloide de rotación de una sola hoja, una superficie reglada,se inscriben un grupo de circunferencias (en la imagen son las circunferencias horizontales) y dos conjuntos de rectas (en la imagen se muestran en color azul). Las circunferencias se convierten en un grupo de circunferencias que cubren el área. Cada recta (generatriz) del hiperboloide también pasa por una circunferencia que asu vez pasa a través del origen (véase la imagen). El grupo de hipérbolas (que cortan las circunferencias de forma ortogonal) se convierte en un grupo de curvas con forma de lemniscata que contienen el origen. La imagen muestra solo aquellas partes de estas curvas que aparecen como imágenes de los arcos hiperbólicos.

Proyección estereográfica como inversión de una esfera

Proyección estereográfica de una malla cuadrada (en el plano)

## Proyección estereográfica como inversión
En una estereografía se proyectan los puntos de una esfera desde uno de sus puntos {\displaystyle N} sobre el plano tangente al punto diametralmente opuesto {\displaystyle S} (véase la imagen adjunta). Esta imagen puede entenderse como una inversión de una esfera sobre un plano. Si la esfera de la que se está creando la imagen tiene la ecuación {\displaystyle x^{2}+y^{2}+(z+{\tfrac {1}{2}})^{2}={\tfrac {1}{4}}} (centro {\displaystyle (0,0,-0{,}5)}, radio {\displaystyle 0{,}5}, verde en la imagen), entonces se asigna al plano tangente en el punto {\displaystyle S=(0,0,-1)} la inversión de la esfera unitaria (rojo en la imagen). Las líneas rectas a través del centro de inversión {\displaystyle N} se transforman en sí mismas, siendo los haces de proyección de la proyección estereográfica. Las circunferencias de longitud de la esfera visible en la imagen están representadas por S mediante líneas rectas (el plano tangencial en el polo sur S). Las circunferencias de latitud se convierten en circunferencias concéntricas con centro en S.
Cuadrícula:
La segunda imagen de la proyección estereográfica muestra la proyección de una malla cuadrada plana sobre el plano tangente al Polo Sur de la esfera. Dado que las líneas rectas del plano se representan en círculos a través del Polo Norte, la red produce dos grupos de dichos círculos, cada uno con la misma tangente en el Polo Norte. Dado que una inversión y, por lo tanto, también una proyección estereográfica comserva los ángulos (véase más abajo), las circunferencias se tocan entre sí (en N) o se intersecan verticalmente en N y en otro punto.
 

## Generalización
Análogamente al caso bidimensional, la noción de inversión puede transferirse a un espacio euclidiano n-dimensional y estudiarse analíticamente:
- {\displaystyle {\vec {x}}\mapsto {\frac {R^{2}\cdot {\vec {x}}}{|{\vec {x}}|^{2}}}}

### Imágenes de hiperplanos e hiperesferas
Al igual que con la prueba de que una reflexión circular convierte líneas rectas y circunferencias se transforman en elementos de estos tipos, se demuestra con la ayuda del cálculo vectorial que, en el caso general:
- En caso de una inversión, hiperplanos e hiperesferas se convertirán en el mismo tipo de elementos.

### Isogonalidad
Sea {\displaystyle {\vec {x}}={\vec {c}}\;(s)} una curva regular en {\displaystyle \mathbb {R} ^{n}} y {\displaystyle {\vec {x}}={\vec {\gamma }}\;(s)={\tfrac {{\vec {c}}\;(s)}{{\vec {c}}\;^{2}(s)}}} la curva inversa con respecto a su inversión respecto a una esfera unitaria. Entonces se aplica
{\displaystyle {\vec {\gamma }}\;'={\frac {{\vec {c}}\;'{\vec {c}}\;^{2}-2{\vec {c}}({\vec {c}}\cdot {\vec {c}}\;')}{({\vec {c}}\;^{2})^{2}}}} (el argumento {\displaystyle (s)} se ha omitido).
De manera similar, para otra curva regular {\displaystyle {\vec {x}}={\vec {d}}(t)} y su inversa {\displaystyle {\vec {x}}={\vec {\delta }}(t)={\tfrac {{\vec {d}}(t)}{{\vec {d}}\;^{2}(t)}}} :
{\displaystyle {\vec {\delta }}\;'={\frac {{\vec {d}}\;'{\vec {d}}\;^{2}-2{\vec {d}}({\vec {d}}\cdot {\vec {d}}\;')}{({\vec {d}}\;^{2})^{2}}}}
Ambas curvas pueden ser parametrizadas por la longitud del arco (es decir, {\displaystyle |{\vec {c}}\;'|=|{\vec {d}}\;'|=1}) y se intersecan en el punto {\displaystyle {\vec {c}}(0)={\vec {d}}(0)}. Entonces sus inversos se intersecan en {\displaystyle {\vec {\gamma }}(0)={\vec {\delta }}(0)}. En estas intersecciones, {\displaystyle {\vec {c}}={\vec {d}}\ } es válido en las fórmulas anteriores y se calcula que:
{\displaystyle ({\vec {\gamma }}\;')^{2}=\dots ={\frac {1}{({\vec {c}}\;^{2})^{2}}}=({\vec {\delta }}\;')^{2}}
Teniendo en cuenta que {\displaystyle {\vec {c}}={\vec {d}}\ }, los resultados para el ángulo de intersección {\displaystyle \alpha } de las curvas imagen es:
- {\displaystyle \cos \alpha ={\frac {{\vec {\gamma }}\;'}{|{\vec {\gamma }}\;'|}}\cdot {\frac {{\vec {\delta }}\;'}{|{\vec {\delta }}\;'|}}=({\vec {\gamma }}\;'\cdot {\vec {\delta }}\;')\;({\vec {c}}\;^{2})^{2}=\dots ={\vec {c}}\;'\cdot {\vec {d}}\;'}

Entonces, el ángulo de intersección de las curvas inversas es idéntico al ángulo de intersección de las curvas dadas.
La inversión del plano respecto de una circunferencia es una transformación biyectiva y continua del plano en sí mismo. En análisis complejo está relacionado con las transformaciones de Möbius. El concepto es usado en problemas de geometría euclidiana y aparece de forma natural en las geometrías proyectiva e hiperbólica.

## Geometría proyectiva
La geometría proyectiva está ligada al concepto geométrico de inversión, y valiéndose de sus propiedades pueden resolver determinados problemas:

### Definición proyectiva
Sea C una circunferencia con centro en O y radio r y sea A un punto diferente de O. La inversión de A respecto a C es el único punto B en el rayo que emana de O y A tal que OA.OB = r2.
Al punto O se le llama centro de inversión.
Está claro que la imagen del punto B en esta inversión es el punto A.
Se dice que los puntos A y B son inversamente simétricos el uno del otro.
En la figura de la derecha, las circunferencias S1 y S2 son ortogonales, esto es, las tangentes en los puntos de contacto son rectas perpendiculares.
La potencia de O respecto de la circunferencia S2 es igual a r2. En particular, OA.OB = r2.
- La imagen de cada punto de la circunferencia S2 es otro punto sobre la misma circunferencia. S2 es por tanto, invariante en la inversión. Más aún, toda circunferencia ortogonal a S1 es invariante en la inversión.

- Cada punto de la circunferencia S1 es invariante en la inversión. Se dice que S1 es la circunferencia de puntos invariantes o circunferencia de puntos dobles, ya que en realidad los puntos tienen una imagen pero coincide en el mismo lugar.

### Imagen de una recta en una inversión
De la definición de inversión, está claro que toda recta que pase por el centro de inversión es invariante.
"La imagen de toda recta que no pase por el centro de inversión es una circunferencia que pasa por el centro de inversión".
Sea r una recta que no pase por el centro de inversión O y sea P el pie de la perpendicular a r por el punto O y Q su imagen en la inversión. Sea A un punto arbitrario de r, distinto de P y sea B el pie de la perpendicular por el punto Q a la recta OA. Los triángulos OAP y OQB son semejanes y de las razones
{\displaystyle {\frac {OA}{OQ}}={\frac {OP}{OB}}}
se sigue que
{\displaystyle OA\cdot OB=OQ\cdot OP}
y por tanto B es el simétrico de A en la inversión.
B es vértice del ángulo recto de un triángulo rectángulo cuyos lados pasan por los puntos O y Q. Como el lugar geométrico de estos vértices, cuyos lados pasan por un par de puntos fijos, es una circunferencia, cuyo diámetro está determinado por dichos puntos fijos, concluimos que la imagen de la recta r es la circunferencia de diámetro OQ.

### Imagen de una circunferencia en una inversión
Sean s1 y s2 dos circunferencias (como en la figura). Sea H el centro de la homotecia positiva en la que la cirunferencia s2 es la imagen de la circunferencia s1. Sea t una de las tangentes comunes a las dos circunferencias (esta tangente, necesariamente pasa por el punto H). Denótense con A y B los puntos de contacto de esta tangente con las circunferencias s1 y s2 respectivamente. El punto B es la imagen de A en la homotecia mencionada. Sea r una secante cualquiera a las circunferencias por el punto H y sean C y D sus intersecciones con s1 y E y F sus intersecciones con s2. Puesto que el punto E es homotético del punto C, los ángulos HAC y HBE son congruentes. Como los lados del ángulo inscrito a la circunferencia s1 HDA, pasan por los puntos A y C, este ángulo es congruente con el ángulo HAC, semiinscrito a dicha circunferencia. Los triángulos HBE y HDA son semejantes y, por tanto,
Por tanto,
De la ecuación anterior se sigue que el punto H puede considerarse como centro de inversión en la cual los puntos A y B son inversamente simétricos el uno del otro. En esta inversión, los puntos D y E son uno imagen del otro. De manera semejante, se puede demostrar que los puntos C y F son inversamente simétricos en la mencionada inversión. Puesto que la secante r es arbitraria se concluye que
Por otra parte, los puntos A, B, D y E son concíclicos, esto es, se hallan sobre una circunferencia. Dicha circunferencia es invariante en la inversión y es, por tanto, ortogonal a la circunferencia de puntos invariantes (no mostrada en la figura). De aquí se sigue que
En general, se puede demostrar que dos circunferencias no tangentes siempre se pueden considerar inversamente simétricas una de la otra.

## Cuaternas armónicas

Relación de los puntos en inversión P y P' (respecto a la circunferencia de centro O y radio R), con la cuaterna armónica APBP'

Dada una inversión con respecto a la circunferencia {\displaystyle (C)} de centro {\displaystyle O} y radio {\displaystyle R}, el conjunto integrado por un punto {\displaystyle P}, su inversión {\displaystyle P'}, y los dos puntos {\displaystyle A} y {\displaystyle B} en los que la recta que pasa por {\displaystyle P} y {\displaystyle P'} corta a {\displaystyle (C)}, forman una cuaterna armónica.
Para comprobarlo, basta expresar la condición de cuaterna armónica entre los cuatro puntos, y comprobar que implica la condición de inversión entre {\displaystyle OP} y {\displaystyle OP'}:
- Por definición, para que {\displaystyle A,P,B} y {\displaystyle P'} formen una cuaterna armónica, tiene que cumplirse que:

{\displaystyle AP'\cdot PB=AP\cdot BP'}
- Poniendo estas distancias en función del origen {\displaystyle O} y del radio de la circunferencia {\displaystyle R}, se tiene que:

{\displaystyle (OP'+R)\cdot (R-OP)=(OP+R)\cdot (OP'-R)}
{\displaystyle {\cancel {OP'\cdot R}}-OP'\cdot OP+R^{2}-{\cancel {OP\cdot R}}=OP\cdot OP'-{\cancel {OP\cdot R}}+{\cancel {OP'\cdot R}}-R^{2}}
{\displaystyle {\cancel {2}}R^{2}={\cancel {2}}OP\cdot OP'}
- Por lo tanto, se tiene que:

{\displaystyle OP\cdot OP'=R^{2}}
comprobándose la equivalencia entre ambas condiciones.

## Aplicaciones a la física
La inversión respecto de una circunferencia se usa en la resolución de algunos problemas de electrostática cuando la simetría del problema así lo permite.